# Васил Попов (анархист)
Вижте пояснителната страница за други личности с името Васил Попов.
Васил Стоянов Попов (Героя, Доктора) e български революционер, анархист по убеждения.

## Биография
Роден е на 4 април 1879 г. в с. Микре, Ловешко. Учи в Общинската гимназията в Ловеч, но не успява да я завърши. Твърди се, че още в училище оформя анархистични възгледи и получава прозвището „Героя“ при решаване на особено трудна математическа задача.
През 1915 г. кандидатства за кавалерист във Военното училище, но въпреки отличните резултати на изпита му предлагат служба в пехотата. Отказва и продължава да учи в гимназията. Кандидатства в Софийския университет. Приет е в специалността химия, но иска да следва машинно инженерство. Разочарован започва да се занимава с активна политическа дейност.
В края на юни 1923 г. участва в демонстрация против режима на Александър Цанков в село Катунец, Ловешко. При опит за арест избягва и преминава в нелегалност. В продължение на около година се укрива в Плевен и селата около него.
В началото на юни 1924 г. участва във взривяването на оръжеен склад в Плевен, както и в убийството на полицейския пристав и виден привърженик на властта Сербезов. Васил Попов е обявен е за враг номер едно на „Царщината“ и е обещана награда за главата му в размер на 250 хиляди тогавашни лева. Това предизвиква масирано полицейско преследване и е принуден да се укрие в Ловеч. През септември същата година е обкръжена от полицията и след продължителна престрелка успява да избяга. Известно време се укрива в села около Троян.
През пролетта на 1925 г. се присъединява към антиправителствена чета в Троянско. През четническия си период получава и другия си прякор „Доктора“, защото винаги носи със себе си аптечка за първа помощ. В началото на април е създадена нова чета, съставена от анархисти и комунисти, която действа в околностите на Копривщица. На 14 април 1925 г. участва в неуспешния атентат срещу Борис III в Арабаконак.
През лятото на същата година се отделя от и създава нова, в която се включват Дочо Узунов и Тинко Симов. Заподозрян е в разследването около изгорелия покрит мост в Ловеч. На 23 ноември 1925 г. край село Българене четата убива околийския началник Николай Тифчев (Кърджи Осман). През есента на 1926 г. четата е разгромена след тежко сражение с полицията. Оцелелите бягат в Югославия.
През пролетта на 1927 г. се завръща в България заедно със съратниците си и възобновяват четническите действия. На 3 април 1927 г. при опит да бъде ограбена „Земеделска банка“ в Троян, обкръжен от полицията се самоубива.

## Признание
През пролетта на 2004 г. при разрушаване и разчистване на мястото на постройката между малката музейна сграда (бившия конак) и сградата на Троян ската банка са открити две сандъчета с човешки останки. Върху едното от тях, обковано с избеляла вече хартия, има следи от червена боя. Върху хартията е изписано името Васил Попов.
По времето, когато започва да се строи паметника на партизаните-антифашисти в центъра на гр. Троян през 50-те години на 20-ти век, костите на Героя не са положени в основите на паметника, където са погребани мощите на партизаните, загинали на Урсел в местността Трифонова усойна и Мурлат. Костите на Героя престояват в сандъчето на тавана на музейната канцелария цели 48 години.
През 1957 г. Георги Попов (изненадващо завърнал се жив от лагерите Гулаг в СССР) е освободен и реабилитиран. Едно от първите му начинания е с лични средства да издигне в местността Чуклата (малката Турла) паметник на Героя и Михаил Костов – Буната. Тържественото откриване на паметника е 5 април 1962 г.
През 1988 г. по повод 60-годишнината от гибелта му, в родното му село Микре се организира тържествено възпоменателно честване и на фасадата на кметството, където се е намирала бащината му къща, е открита паметна плоча.